# Juan Balboa Boneke
Juan Balboa Boneke (Rebola, Guinea Espanyola, 9 de juny de 1938 – València, 10 de març de 2014) va ser un escriptor en castellà i polític de Guinea Equatorial. Va estudiar a l'Escola Superior de Santa Isabel i a l'escola social de Granada.
Va ser ministre durant el govern de Teodoro Obiang Nguema, fins que, desencantat amb la dictadura, va decidir exiliar-se a Mallorca. En la seva etapa a Mallorca, va tenir diversos fills posteriorment no reconeguts, entre ells la cantant Concha Buika i el periodista i batle d'Alaró, Guillem Balboa Buika. Va treballar al banc Central i com a professor al col·legi privat CIDE.
En els seus últims anys va residir a Paterna en qualitat d'exiliat polític, al costat de la seva esposa Almudena Banké Bochita, principal musa d'una de les seves grans antologies poètiques, Requiebros. Filla seva va ser Almudena Fidela Balboa Banké (Malabo, Guinea Equatorial, 1985).
Va morir a València el 10 de març de 2014 per problemes renals, agreujats per una depressió de tres anys provocada per la mort de la seva esposa.

## Obra
- ¿A dónde vas Guinea?, Palma, 1978.
- O Boriba (El exiliado), 1982.
- Desde mi vidriera, 1983.
- El Reencuentro: El retorno del exiliado, Ediciones Guinea, D.L. 1985 (Fuenlabrada: Anzos).
- Sueños en mi selva: (antología poética), Centro Cultural Hispano-Guineano, D.L 1987.
- La transición de Guinea Ecuatorial: historia de un fracaso, Madrid: Labrys 54, 1996.